# Lignerolles (Eure)
Pour les articles homonymes, voir Lignerolles.
Lignerolles est une commune française située dans le département de l'Eure en région Normandie.

## Géographie

### Localisation
| Coudres          |                  | Champigny-la-Futelaye                    |
| Illiers-l'Évêque | Lignerolles      | Saint-Laurent-des-Bois Marcilly-sur-Eure |
| Illiers-l'Évêque | Illiers-l'Évêque | Illiers-l'Évêque                         |

### Hydrographie
La commune est située dans le bassin Seine-Normandie. Elle n'est drainée par aucun cours d'eau,.

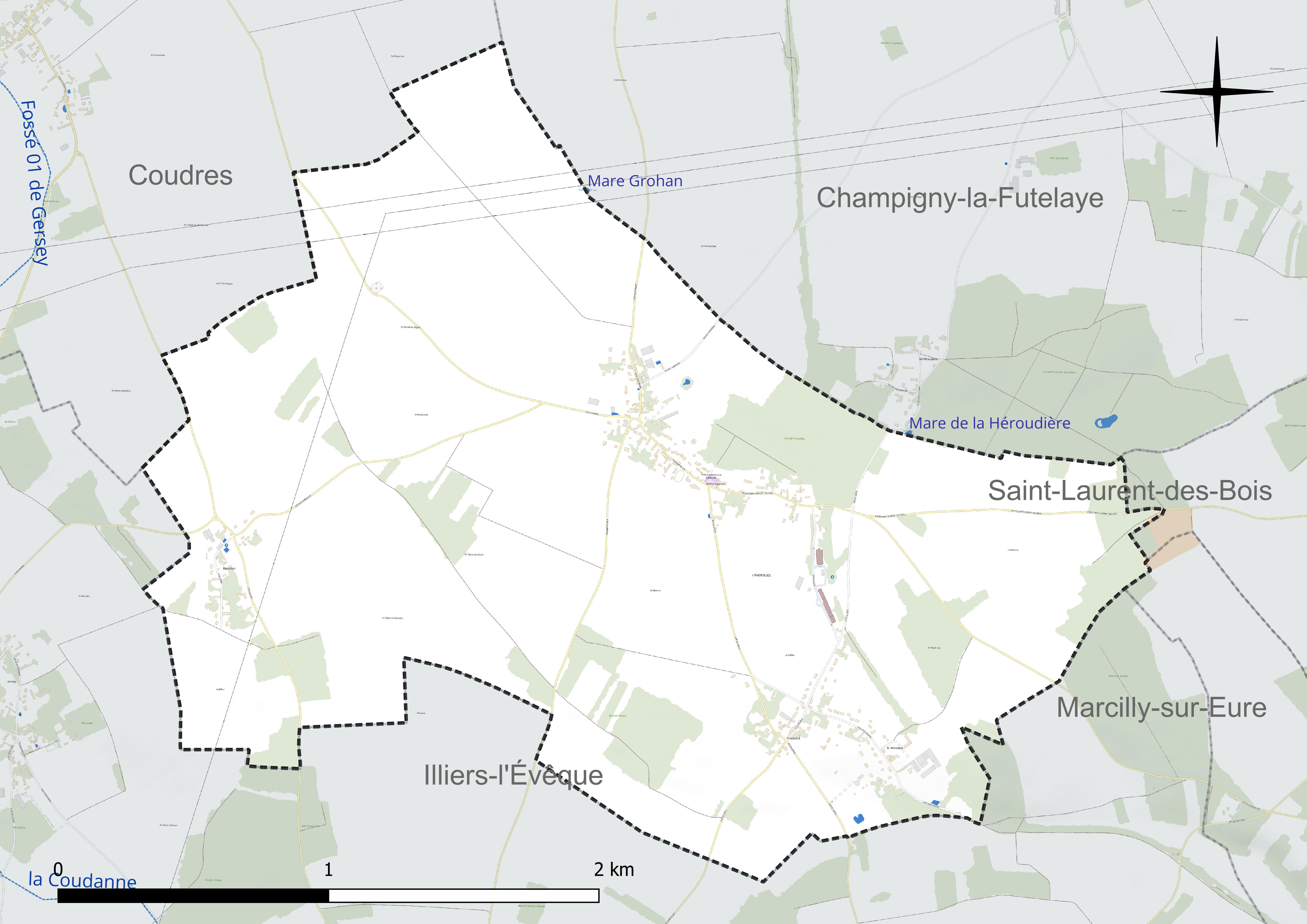
Réseau hydrographique de Lignerolles.

Deux plans d'eau complètent le réseau hydrographique : la mare de la Héroudière, d'une superficie totale de 0 ha (0 ha sur la commune) et la mare Grohan, d'une superficie totale de 0 ha (0 ha sur la commune),.

### Climat
Pour des articles plus généraux, voir Climat de la Normandie et Climat de l'Eure.
En 2010, le climat de la commune est de type climat océanique dégradé des plaines du Centre et du Nord, selon une étude du CNRS s'appuyant sur une série de données couvrant la période 1971-2000. En 2020, Météo-France publie une typologie des climats de la France métropolitaine dans laquelle la commune est exposée à un climat océanique et est dans la région climatique  Sud-ouest du bassin Parisien, caractérisée par une faible pluviométrie, notamment au printemps (120 à 150 mm) et un hiver froid (3,5 °C). Parallèlement le GIEC normand, un groupe régional d’experts sur le climat, différencie quant à lui, dans une étude de 2020, trois grands types de climats pour la région Normandie, nuancés à une échelle plus fine par les facteurs géographiques locaux. La commune est, selon ce zonage, exposée à un « climat des plateaux abrités », correspondant aux plaines agricoles de l’Eure, avec une pluviométrie beaucoup plus faible que dans la plaine de Caen en raison du double effet d’abri provoqué par les collines du Bocage normand et par celles qui s’étendent sur un axe du Pays d'Auge au Perche.
Pour la période 1971-2000, la température annuelle moyenne est de 10,4 °C, avec  une amplitude thermique annuelle de 14,2 °C. Le cumul annuel moyen de précipitations est de 621 mm, avec 10,8 jours de précipitations en janvier et 8 jours en juillet. Pour la période 1991-2020, la température moyenne annuelle observée sur la station météorologique la plus proche, située sur la commune de Guichainville à 16 km à vol d'oiseau, est de 11,1 °C et le cumul annuel moyen de précipitations est de 659,6 mm,. Pour l'avenir, les paramètres climatiques de la commune estimés pour 2050 selon différents scénarios d’émission de gaz à effet de serre sont consultables sur un site dédié publié par Météo-France en novembre 2022.

## Urbanisme

### Typologie
Au 1er janvier 2024, Lignerolles est catégorisée commune rurale à habitat dispersé, selon la nouvelle grille communale de densité à 7 niveaux définie par l'Insee en 2022.
Elle est située hors unité urbaine et hors attraction des villes,.

### Occupation des sols
L'occupation des sols de la commune, telle qu'elle ressort de la base de données européenne d’occupation biophysique des sols Corine Land Cover (CLC), est marquée par l'importance des territoires agricoles (88,6 % en 2018), une proportion identique à celle de 1990 (88,6 %). La répartition détaillée en 2018 est la suivante : 
terres arables (79,3 %), zones agricoles hétérogènes (9,3 %), zones urbanisées (6,6 %), forêts (4,8 %). L'évolution de l’occupation des sols de la commune et de ses infrastructures peut être observée sur les différentes représentations cartographiques du territoire : la carte de Cassini (XVIIIe siècle), la carte d'état-major (1820-1866) et les cartes ou photos aériennes de l'IGN pour la période actuelle (1950 à aujourd'hui).

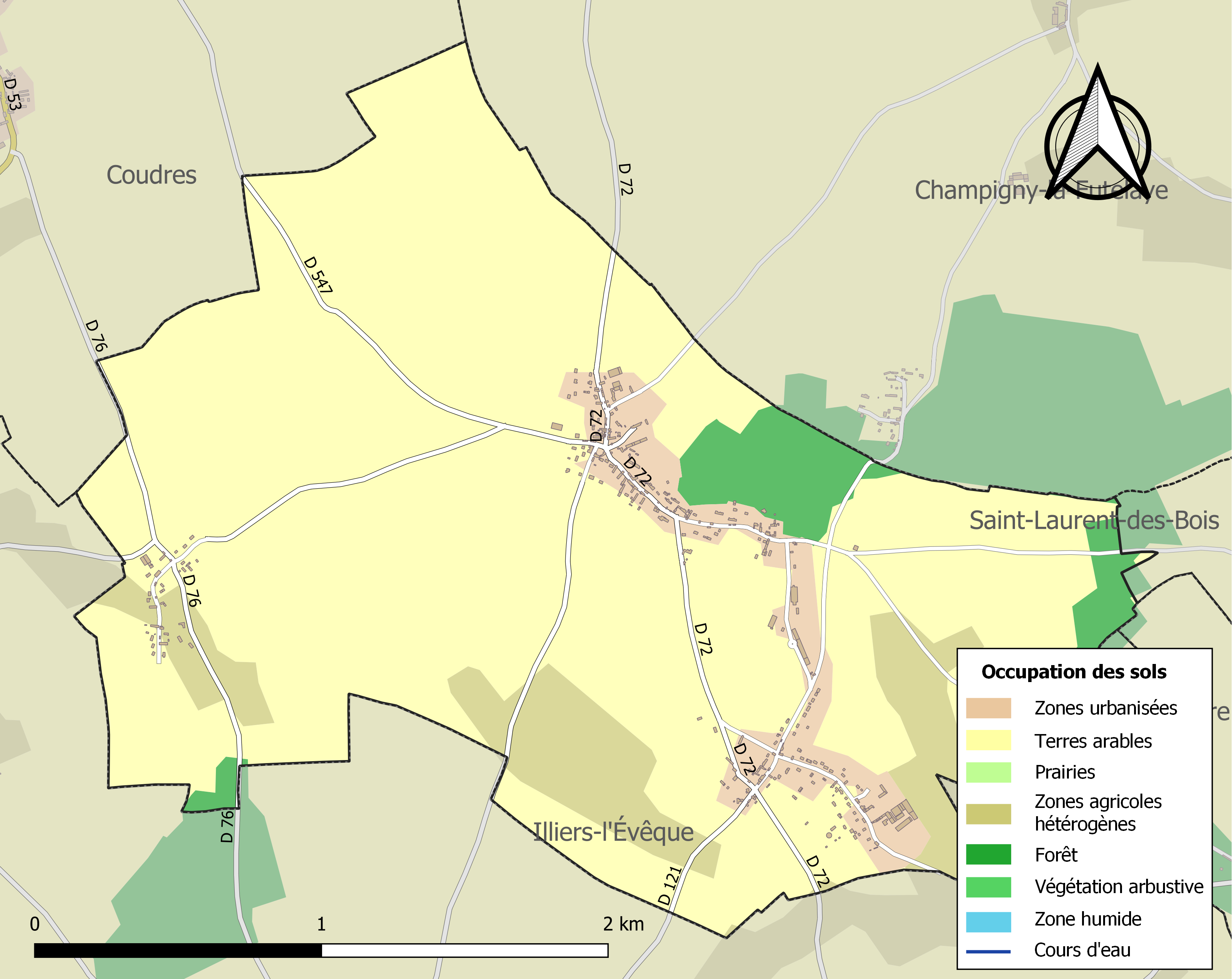
Carte des infrastructures et de l'occupation des sols de la commune en 2018 (CLC).

## Toponymie
Le nom de la localité est attesté sous les formes Lynerolles en 1469, Lignerolles en 1793 et 	1801.
Toponyme issu du mot de la langue d'oïl linière « champ de lin » et du suffixe diminutif -olle au pluriel, « petits champs de lin », un territoire ou une plantation à l'époque gallo-romaine.
Homonymie avec  Lignerolles (Allier), Lignerolles (Côte-d'Or), Lignerolles (Indre) et Lignerolles (Orne).

## Histoire
La commune de Gratheuil lui est rattachée en 1837.

## Politique et administration
| Période                                  | Période       | Identité        | Étiquette | Qualité                             |
| ---------------------------------------- | ------------- | --------------- | --------- | ----------------------------------- |
| mars 2001                                | 27 avril 2019 | Jean Leblond    | DVG       | Agriculteur retraité Démissionnaire |
| 27 avril 2019                            | juillet 2019  | Didier Schaller |           | Maire par intérim                   |
| juillet 2019                             | En cours      | Didier Schaller |           |                                     |
| Les données manquantes sont à compléter. |               |                 |           |                                     |

## Démographie
L'évolution du nombre d'habitants est connue à travers les recensements de la population effectués dans la commune depuis 1793. Pour les communes de moins de 10 000 habitants, une enquête de recensement portant sur toute la population est réalisée tous les cinq ans, les populations de référence des années intermédiaires étant quant à elles estimées par interpolation ou extrapolation. Pour la commune, le premier recensement exhaustif entrant dans le cadre du nouveau dispositif a été réalisé en 2006.

En 2022, la commune comptait 356 habitants, en évolution de +9,54 % par rapport à 2016 (Eure : −0,25 %, France hors Mayotte : +2,11 %).
| 1793 | 1800 | 1806 | 1821 | 1831 | 1836 | 1841 | 1846 | 1851 |
| ---- | ---- | ---- | ---- | ---- | ---- | ---- | ---- | ---- |
| 243  | 236  | 223  | 191  | 213  | 231  | 311  | 300  | 276  |

| 1856 | 1861 | 1866 | 1872 | 1876 | 1881 | 1886 | 1891 | 1896 |
| ---- | ---- | ---- | ---- | ---- | ---- | ---- | ---- | ---- |
| 264  | 255  | 245  | 225  | 224  | 256  | 242  | 241  | 225  |

| 1901 | 1906 | 1911 | 1921 | 1926 | 1931 | 1936 | 1946 | 1954 |
| ---- | ---- | ---- | ---- | ---- | ---- | ---- | ---- | ---- |
| 212  | 194  | 184  | 181  | 194  | 207  | 212  | 218  | 194  |

| 1962 | 1968 | 1975 | 1982 | 1990 | 1999 | 2006 | 2011 | 2016 |
| ---- | ---- | ---- | ---- | ---- | ---- | ---- | ---- | ---- |
| 182  | 195  | 174  | 184  | 228  | 255  | 279  | 287  | 325  |

| 2021 | 2022 | - | - | - | - | - | - | - |
| ---- | ---- | - | - | - | - | - | - | - |
| 349  | 356  | - | - | - | - | - | - | - |

## Lieux et monuments
- les églises de chacun des bourgs historiques ont été détruites
- Château de Beaufort (vestiges)

## Héraldique
| Blason de Lignerolles | Blason  | Coupé: au 1er parti au I de gueules à deux léopards d'or armés et lampassés d'azur, l'un au-dessus de l'autre, au II d'azur à trois fleurs de lis d'or et à la cotice componée d'argent et de gueules brochant, au 2e de sinople à l'épi de blé tigé et feuillé d'or adextré d'une fleur de lin d'azur boutonnée d'or et senestré d'une plume d'argent posée en barre dans un encrier d'azur; le tout sommé d'un comble d'argent chargé de l'inscription « LIGNEROLLES - EURE » en lettres capitales de sable. |
| Blason de Lignerolles | Détails | Les deux léopards d'or rappellent les armoiries de la Normandie. Le deuxième parti est aux armes des comtes d'Évreux. |